# Zugangsberechtigung
Unter Zugangsberechtigung (auch Zutrittsberechtigung) versteht man die Berechtigung, ein abgegrenztes Gelände (einen Sicherheitsbereich) zu betreten.

## Wirtschaftsunternehmen
In einigen Unternehmen gibt es Bereiche, welche nur von bestimmten Personen mittels Werksausweis betreten werden können. Zuvor müssen sich diese Mitarbeiter für den jeweiligen Eingang eine Zugangsberechtigung zuweisen lassen. Erst dann gewährt die Vereinzelungsanlage Zutritt zum Sicherheitsbereich.
Dieser kann die Produktion oder ein anderer Bereich des Unternehmensgeländes sein. Auch ganze Gebäude können so gegen unbefugtes Betreten gesichert sein. Für Besucher gibt es beim Werkschutz einen Besucherausweis, der ebensolche Voraussetzungen schafft, jedoch nach dem Ende des angemeldeten Besuches wieder abgegeben werden muss.